# Лейк-Черокі (Техас)
Лейк-Черокі (англ. Lake Cherokee) — переписна місцевість (CDP) в США, в округах Раск і Грегг штату Техас. Населення — 2980 осіб (2020).

## Географія
Лейк-Черокі розташований за координатами 32°21′37″ пн. ш. 94°39′0″ зх. д. / 32.36028° пн. ш. 94.65000° зх. д. (32.360187, -94.650123).  За даними Бюро перепису населення США в 2010 році переписна місцевість мала площу 42,80 км², з яких 31,70 км² — суходіл та 11,10 км² — водойми.

## Демографія
Згідно з переписом 2010 року, у переписній місцевості мешкала 3071 особа в 1308 домогосподарствах у складі 986 родин. Густота населення становила 72 особи/км².  Було 1782 помешкання (42/км²).
Расовий склад населення:
| - 84,8 % — білих - 7,9 % — чорних або афроамериканців - 0,7 % — корінних американців - 0,3 % — азіатів - 4,2 % — осіб інших рас |

До двох чи більше рас належало 2,0 %. Частка іспаномовних становила 7,9 % від усіх жителів.
За віковим діапазоном населення розподілялося таким чином: 18,0 % — особи молодші 18 років, 61,6 % — особи у віці 18—64 років, 20,4 % — особи у віці 65 років та старші. Медіана віку мешканця становила 51,7 року. На 100 осіб жіночої статі у переписній місцевості припадало 101,4 чоловіків;  на 100 жінок у віці від 18 років та старших — 100,3 чоловіків також старших 18 років.
Середній дохід на одне домашнє господарство  становив 91 158 доларів США (медіана — 68 478), а середній дохід на одну сім'ю — 109 783 долари (медіана — 100 500). Медіана доходів становила 64 250 доларів для чоловіків та 31 964 долари для жінок. За межею бідності перебувало 10,2 % осіб, у тому числі 23,5 % дітей у віці до 18 років та 0,8 % осіб у віці 65 років та старших.
Цивільне працевлаштоване населення становило 1195 осіб. Основні галузі зайнятості: освіта, охорона здоров'я та соціальна допомога — 17,5 %, виробництво — 15,1 %, науковці, спеціалісти, менеджери — 13,4 %, будівництво — 11,9 %.